# Euphorbia vauthieriana
Euphorbia vauthieriana är en törelväxtart som beskrevs av Pierre Edmond Boissier. Euphorbia vauthieriana ingår i släktet törlar, och familjen törelväxter. Inga underarter finns listade i Catalogue of Life.